# Enzisweiler (Bodolz)
Enzisweiler (mundartlich: Endsiswiler) ist ein Gemeindeteil von Bodolz im schwäbischen Landkreis Lindau (Bodensee) in Bayern. Das Dorf liegt circa einen Kilometer südöstlich von Bodolz.

## Geschichte
Enzisweiler wurde erstmals urkundlich um das Jahr 1150 als Anslechiswilare erwähnt. Der Ortsname stammt vermutlich vom Personennamen Ansleih oder Enzin ab. 1781 wurde die Katholische Kapelle St. Markus erbaut. 1818 wurden 36 Wohngebäude im Ort gezählt.

## Baudenkmäler
Siehe auch: Liste der Baudenkmäler in Enzisweiler
- Katholische Kapelle St. Markus

## Verkehr
Enzisweiler hat einen Bahnhof an der Bahnstrecke Friedrichshafen–Lindau. Es bestehen Stündliche Verbindungen nach Friedrichshafen und Lindau.